# Тритон мармуровий
Трито́н мармуро́вий (Triturus marmoratus) — вид земноводних з роду Великий тритон родини саламандрових.

## Опис
Загальна довжина сягає 12—16 см. Спостерігається статевий диморфізм: самиця трохи більша за самця. Голова товста. Морда трохи сплощена. Очі великі. Тулуб кремезний. Кінцівки масивні. Хвіст довгий та сплощений з боків. Забарвлення верхньої сторони та боків тіла зелене з чорним мармуровим малюнком. Спинний гребінь самця і верхня частина хвостового плавця вкриті чорними та білими вертикальними смугами, що чергуються одна з одною. Уздовж боків хвоста тягнеться сріблясто-біла смуга. У самиці замість спинного гребеня уздовж спини тягнеться помаранчево-жовта або червона борозенка.

## Поширення
Поширений в Португалії, Іспанії та Франції.

## Спосіб життя
Полюбляє різні водойми, де проводить значний проміжок часу. зустрічається на висоті від 20 до 2000 м над рівнем моря. Активний вночі. Живиться комахами, гусінню, хробаками.
Статева зрілість настає у 5 років. Парування відбувається у воді. Навесні починається розмноження, яке триває 2—3 місяці. Самиця відкладає 200—380 яєць діаметром 2 мм на водні рослини. Личинки при появі завдовжки до 1 мм. Їх метаморфоз відбувається протягом літа.
Тривалість життя мармурового тритона коливається від 15 до 25 років.